# Iver H. Iversen
Iver H. Iversen (1907-?) var en dansk atlet.
Iver H. Iversen var medlem af IF Sparta og fra 1935 i Københavns IF og vandt et danskt mesterskaber i 110 meter hæk

## Danske mesterskaber
- Sølv 1936 100 meter 11,0
- Guld 1936 4 x 100 meter 43.8
- Bronze 1935 100 meter 11,0
- Guld 1935 4 x 100 meter 44.8
- Bronze 1935 200 meter 22,6
- Bronze 1934 110 meter hæk 15,8
- Sølv 1933 110 meter hæk 15,9
- Guld 1931 110 meter hæk 15,9
- Sølv 1931 100 meter 11,0
- Bronze 1931 200 meter 22,9
- Bronze 1930 100 meter 11,1
- Bronze 1930 200 meter 23,6
- Bronze 1930 110 meter hæk 16,0
- Sølv 1929 110 meter hæk 16,6
- Bronze 1929 100 meter 11,3
- Bronze 1928 110 meter hæk 17,3

Sparta IF vandt alle DM på 4 x 100 meter 1926-1936, hvilke år Iver H. Iversen var med på holdet er ikke kendt.